# Fabrício (ur. luty 1990)
Fabrício Silva Dornellas (ur. 20 lutego 1990 w Rio de Janeiro) – piłkarz brazylijski, środkowy obrońca grający w kazachskim klubie FK Aktöbe.